# KH Lloreda
KH Lloreda és una empresa catalana dedicada a la fabricació i comercialització de productes de neteja per a la llar i el sector industrial ubicada a Canovelles. La història l'empresa arrenca el 1949 com a empresa de recobriments metàl·lics de la mà de Jaume Lloreda, pare de l'actual president de la companyia. La necessitat de netejar els materials que recobrien per als seus clients els va portar a fabricar el seu propi netejador -davant la inexistència de solucions al mercat-, que va resultar tot un èxit. El 1994 Josep Maria Lloreda es va fer càrrec de l'empresa i va emprendre un canvi estratègic de l'activitat: a partir d'aquell moment es focalitzaria en la fabricació i comercialització dels esmentats productes de neteja per a la llar i el sector industrial. El 2009 va facturar 33,5 milions d'euros.
Actualment (2014), KH-7 és el producte de referència en el seu sector i la cinquena marca més ben valorada a Espanya segons l'Observatori de les Marques de gran consum d'ESADE. L'empresa també fabrica altres productes com KH-7 Quitagrasas, KH-7 Sin Manchas i KH-7 Zas!